# SkrivOpgave.dk
 Der er for få eller ingen kildehenvisninger i denne artikel, hvilket er et problem. Du kan hjælpe ved at angive troværdige kilder til de påstande, som fremføres i artiklen.

SkrivOpgave.dk er et netbibliotek der blev indviet den 25. februar 2002. SkrivOpgave.dk er bibliotekernes guide til informationssøgning for skolens ældste klasser, og for ungdomsuddannelserne. 
På siden får man vejledning til at vælge sit emne til opgaven, råd til at udforme sin problemformulering, vejledning i at søge efter litteratur og information til opgaven både på nettet og på bibliotekerne, få råd om kildekritik både i forhold til trykte materialer og i forhold til internettet, samt bruge LitteraturlisteAutomaten til at lave den perfekte litteraturliste til dine opgaver. Der er også en beskrivelse af selve skriveprocessen og hvordan man kommer i gang med at få noget ned på papir. Regler og formalia ved opgaveskrivningen er også gennemgået.
På SkrivOpgave.dk finder man film, der viser hvordan man søger i Bibliotek.dk, Google og skoDa. Lige som der er eksempler på litteratursøgninger til forskellige typer af opgaver.   SkrivOpgave.dk samarbejder med biblioteksvagten.dk således at man kan chatte eller maile med en bibliotekar, og få svar på sine spørgsmål.
Siden er udviklet og vedligeholdes af bibliotekarer fra bibliotekerne i København, Roskilde og Herning, og af bibliotekaren ved Uddannelsesbiblioteket ved Grenaa Handelsskole. 
SkrivOpgave.dk modtog i udviklingsfasen støtte fra Biblioteksstyrelsens Udviklingspuljen for folke- og skolebiblioteker. Nu får SkrivOpgave.dk drifttilskud gennem Centralbiblioteksaftalen mellem Biblioteksstyrelsen og Københavns Biblioteker.